# Kanirajanu Tissa
Kanirajanu Tissa o Kanijanu Tissa (Kinihiridaila) fou rei de Sri Lanka (30 a 33), germà i successor de Addagamunu (al que va assassinar).
Una controvèrsia religiosa havia deixat en suspens les cerimònies a la sala Uposatha del Cetiya Giri Vihara (Mihintale) i el rei va decidir que s'havia de fer; es va produir una conspiració de monjos però el rei va arrestar a 60 sacerdots conspiradors i els va tancar en una cova anomenada Kanira a Mihintale.
Va morir després de tres anys de regnat i el va succeir Culabhaya, fill de Addagamunu.